# Rosshaar-Blasssporrübling
Der Rosshaar-Blasssporrübling (Gymnopus androsaceus, Syn. Marasmius androsaceus, Setulipes androsaceus, Androsaceus vulgaris, Androsaceus androsaceus), bekannter unter dem früheren Namen Rosshaarschwindling, ist eine Pilzart aus der Familie der Omphalotaceae. Der kleine Blätterpilz hat einen rosa-braunen bis dunkel rot-braunen, sehr dünnfleischigen Hut und einen schwärzlichen, haardünnen und hornartigen Stiel. Die häufige und weit verbreitete Art lebt saprobiontisch in Laub- und Nadelwäldern in der Nadel- oder Laubstreu.

## Merkmale

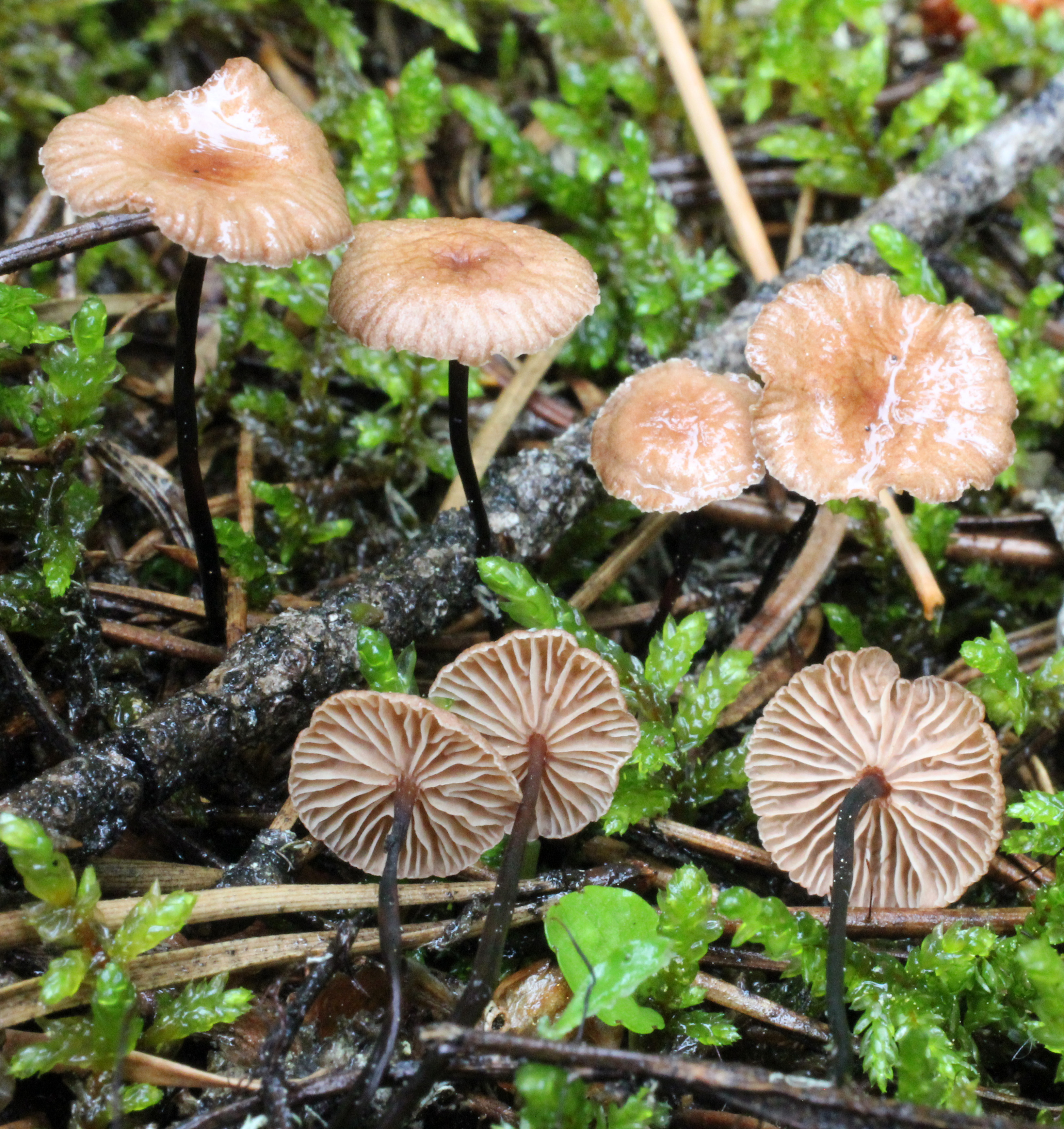
Eine Gruppe Fruchtkörper des Rosshaar-Blasssporrüblings aus verschiedenen Perspektiven

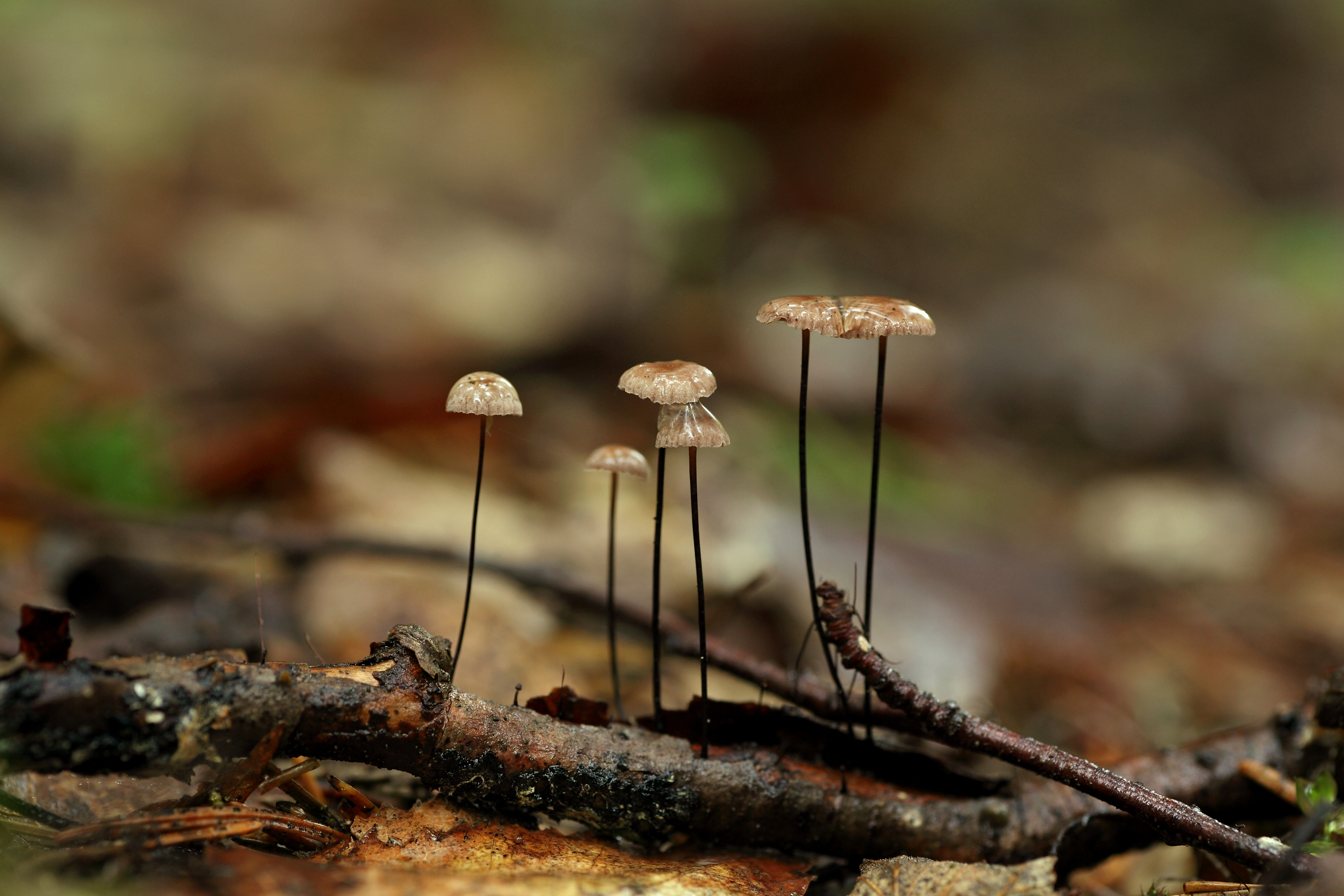
Rosshaar-Blasssporrübling, Albu, Estland

### Makroskopische Merkmale
Der Hut ist 3–10 mm breit, mehr oder weniger gewölbt und in der Mitte oft leicht niedergedrückt oder flach genabelt. Die Huthaut ist kahl, matt und radial gerunzelt. Sie hat eine rosa-braune bis dunkel rot-braune Farbe, das Zentrum ist meist dunkler als der Rand. Die sehr entfernt stehenden Lamellen sind am Stiel breit angewachsen und haben keinen Kollar. Sie sind meist mit Zwischenlamellen untermischt und schmutzig braun-rosa. Das Sporenpulver ist weiß. Der fadendünne und hornartig zähe Stiel ist 3–6 cm lang und bis 0,5–1 mm breit. Er ist kahl, glänzend, schwarz bis dunkelbraun und trocken oft gerieft und verdreht. An der Basis hat der „Schwindling“ auffällige, schwarze rosshaarähnliche Myzelstränge, die auch als Rhizoiden bezeichnet werden. Das häutig oder papierartig dünne Fleisch ist dunkel rot-braun und hat keinen besonderen Geruch oder Geschmack.

### Mikroskopische Merkmale
Die elliptischen bis kernförmigen, 6–9 µm langen und 3–4 µm breiten Sporen sind glatt, durchscheinend und inamyloid. Die Basidien sind 4-sporig, Zystiden fehlen. In der Huthaut finden sich unregelmäßige, durch feine und fingerartige Fortsätze bürstenartig aussehende Hyphenzellen.

## Artabgrenzung
Sehr ähnlich ist der Nadel-Blasssporrübling (Paragymnopus perforans), der aber unangenehm nach verfaultem Kohl riecht.

## Ökologie und Phänologie
Der Rosshaar-Blasssporrübling zersetzt Koniferennadeln, Falllaub oder Rindenreste und Zweige.
Die Fruchtkörper erscheinen zwischen April und November.

## Verbreitung

Verbreitung des Rosshaar-Blasssporrübling in Europa. Grün eingefärbt sind Länder, in denen der Pilz nachgewiesen wurde. Weiß dargestellt sind Länder, in denen der er bisher noch nicht nachgewiesen wurde. Grau dargestellt sind Länder ohne Quellenangaben oder Länder, die außerhalb von Europa liegen.

Der holarktisch verbreitete Pilz wurde in Nordamerika (USA), Nordafrika (Marokko), Nordasien (China, Korea, Japan) nachgewiesen. Es gibt auch Nachweise aus Südamerika (Argentinien) und Australien. Außerdem kommt der Pilz auf Island und den Färöer-Inseln vor. In Europa ist er weit verbreitet und häufig und kommt im Süden von Portugal über Spanien und Italien bis nach Griechenland und Bulgarien im Südosten vor. Er ist in ganz Mitteleuropa und Fennoskandinavien verbreitet und kommt im Westen von Frankreich über die Beneluxstaaten bis nach Großbritannien und Irland vor.
In Deutschland in allen Bundesländern sowie in Österreich ist die Art ziemlich häufig bis häufig.

## Systematik
Der Rosshaar-Blasssporrübling wurde 1753 erstmals von Carl von Linné als Agaricus androsaceus beschrieben. 1838 stellte Fries den „Schwindling“ in die Gattung Marasmius, sodass er seinen lange Zeit gültigen Namen – Marasmius androsaceus – bekam. Erst 2004 zeigten Mata und R.H. Petersen, dass der Pilz mit den Blasssporrüblingen verwandt ist. Es gibt noch weitere Synonyme, wie Agaricus pineti Batsch (1783), Chamaeceras androsaceus (L.) Kuntze,(1898) und Merulius androsaceus (L.) With. (1796) die heute aber nicht mehr verwendet werden. In einigen Pilzführern stößt man noch gelegentlich auf die Bezeichnung Androsaceus androsaceus (L.) Rea. Ein weiteres Synonym für den Rosshaar-Blasssporrübling ist Setulipes androsaceus, da ihn der tschechische Mykologe Antonín 1987 zur Typusart seiner neu geschaffenen Gattung Setulipes machte.

## Bedeutung
Der Rosshaar-Blasssporrübling ist kein Speisepilz.